# Juan Ignacio San Martín
Juan Ignacio San Martín (Buenos Aires, Argentina, 24 de agosto de 1904-Houston, Estados Unidos, 16 de diciembre de 1966) fue un militar argentino que alcanzó el rango de Brigadier Mayor. Se desempeñó como Director del Instituto Aerotécnico de Córdoba entre 1944 y 1948, como Gobernador de la Provincia de Córdoba entre 1949 y 1951, y como Ministro de Aeronáutica entre 1951 y 1955, en el Gobierno del General Perón.

## Orígenes y formación
Fue el más pequeño de 23 hermanos, todos hijos del matrimonio de Francisco San Martín y María Eugenia Pallete. Cursó estudios secundarios en el Colegio Nacional Mariano Moreno e ingresó al Colegio Militar de la Nación, egresando en 1924 como subteniente del arma de artillería, siendo destinado al 2.º Cuerpo de Artillería Montada en Campo de Mayo. Tras completar el curso de ingeniero militar en la Escuela Superior Técnica fue enviado por el Poder Ejecutivo al Real Instituto Politécnico de Turín, Italia, donde obtuvo doctorados en ingeniería industrial e ingeniería aeronáutica.
Luego de regresar al país en 1944 y tras diversos destinos técnicos, y gracias a sus grandes conocimientos sobre la materia industrial y administrativa, fue designado en 1944 director del Instituto Aerotécnico, que sobre la base de la Fábrica Militar de Aviones se había creado en 1943.

## Director del Instituto Aeronáutico
Como Director del Instituto Aeronáutico, el ahora Brigadier Mayor San Martín restableció la política de producción y diseño de aviones argentinos, que había sido abandonada por el Estado desde 1937. Para motorizar nuevamente esta industria y ponerla al tanto de los distintos avances técnicos ocurridos durante la Segunda Guerra Mundial, realizó un viaje a Europa en 1946. Contrató allí unos 750 obreros especialistas, dos equipos de diseñadores alemanes (liderados por Kurt Tank y Reimar Horten, respectivamente), un equipo italiano (a cargo de Pallavecino) y al ingeniero francés Emile Dewoitine. Estos equipos, junto con ingenieros y técnicos argentinos, serían los encargados de proyectar los aviones de reacción Pulqui I y Pulqui II, el bimotor Justicialista del Aire, luego rebautizado I.Ae. 35 Huanquero, alas volantes Horten, etc. Asimismo, San Martín gestionó el ingreso al país de un importante grupo de profesores del Politécnico de Turín, con los cuales se creó la Escuela de Ingeniería de la Fuerza Aérea Argentina. Este personal académico también formó parte del claustro de la Facultad de Ingeniería de la Universidad de Córdoba.
También se fabricaron los aviones I.Ae. 22 "DL" de entrenamiento avanzado, el I.Ae. 24 Calquín de bombardeo y ataque, el I.Ae. 23 de entrenamiento primario, el bimotor de caza I.Ae. 30 Ñancú. Completan ese período el planeador de asalto I.Ae. 25 Mañque, el motor de aviación «El Gaucho», el cohete teledirigido AM-1 Tábano y aeronaves de instrucción elemental y de uso civil: el Colibrí, el Chingolo, y el F.M.A. 20 Boyero. La concreción de estos proyectos aeronáuticos motivó la formación de una importante red de proveedores de partes de alta calidad, y como consecuencia, la creación del parque industrial que fue la base del posterior desarrollo y despegue industrial de Córdoba.
Juan Ignacio San Martín egresó del Colegio Militar en 1924, se recibió de Ingeniero en Turín, Italia y en 1944 ya era Director del Instituto Aerotécnico. En 1948 fue gobernador de Córdoba y en 1950, el presidente Perón lo nombra Ministro de Aeronáutica. Como Ministro, y en el marco del Segundo Plan Quinquenal, el brigadier mayor crea IAME (Industrias Aeronáuticas y Mecánicas del Estado) con la misión de producir en nuestro país automóviles, tractores, motos y otros elementos de la industria pesada que hasta ese momento era impensado que se fabricaran en la Argentina. Su aporte a la producción nacional llevó al diseño de aviones como el Pulqui I y el Pulqui II, que desarrollaba una velocidad de 1050 km por hora superior a los aviones norteamericanos y soviéticos.

## Gobernador de Córdoba
Con la designación de Alfredo Manuel Egusquiza como tercer interventor federal de Córdoba, llega la decisión de llamar a elecciones para gobernador, vicegobernador, diputados y senadores provinciales, 10 convencionales constituyentes y 2 diputados nacionales para el 5 de diciembre de 1948. El Partido Peronista —formado a partir de la fusión de los laboristas y la Unión Cívica Radical Junta Renovadora— postuló al brigadier San Martín —por su labor en el Instituto Aerotécnico— y al dirigente riocuartense Bernardo Pío Lacasse como candidatos a gobernador y vicegobernador. Estos se imponen holgadamente a los radicales Alejandro Gallardo y Juan A. Mas.
Su elección, asimismo, fue motivo de impugnación por parte de la Unión Cívica Radical y el Partido Demócrata de Córdoba ante el hecho de no haber nacido en Córdoba y el no cumplimiento del artículo 94.º de la Constitución provincial de 1923. [cita requerida]Así las cosas, el 24 de febrero de 1949, tras seis horas de debate político y jurídico, la Asamblea Legislativa de Córdoba aprobó el título de Gobernador del Brigadier San Martín; y el 12 de marzo de 1949 asumió como gobernador de la Provincia de Córdoba, desempeñándose hasta su renuncia el 3 de octubre de 1951.

### Reforma administrativa
Las primeras decisiones se dieron en el plano administrativo. Se reformó la Ley Orgánica de Ministerios y su número se elevó a siete. Desde 1912 solo había tres ministerios: Gobierno, Hacienda y Obras Públicas. A estos se agregaron Educación, Salud Pública y Asuntos Gremiales, y la Secretaría General de la Gobernación.
A medida que se multiplicaban las radicaciones industriales y la aparición de nuevas fábricas en los principales centros urbanos de la Provincia de Córdoba, crecía la demanda de trabajadores y se generaba, simultáneamente un nuevo cordón de exclusión social: los hombres que, por razones de edad, enfermedad o disminución física, eran rechazados o expulsados de los centros de trabajo.
De esa forma, el gobierno de Córdoba fijó políticas de seguridad social a través de la sanción de la Ley N.º 4165 el 28 de octubre de 1949. Así, se creó el 'Instituto de Previsión Social de la Provincia de Córdoba, un ente autárquico cuyo objetivo era asegurar a todo habitante de la Provincia el derecho a la protección del Estado contra los riesgos ocurridos en la ancianidad, en la niñez, en la familia y en la invalidez.
Concomitantemente, se reformó la legislación de previsión social ampliando el sistema de otorgamiento de beneficios administrados por la Caja Provincial de Jubilaciones y Pensiones. Esta ley estableció los beneficios de Jubilación Ordinaria íntegra y reducida, Retiro Voluntario -Civil, con menos años de servicios pero con un haber tarifado-, Jubilación por Invalidez y Pensiones por viudez, orfandad, discapacidad y soltería -hijas mujeres dependiente económicamente de sus padres-.
La Ley N.º 4151 aprobó el Convenio celebrado entre el Gobierno de la Provincia de Córdoba y el Instituto Nacional de Previsión Social con fecha 30 de abril de 1949, en virtud del cual todas las entidades de previsión social, provinciales o municipales, quedaron incorporadas al régimen de reciprocidad previsional creado por el Decreto Ley N.º 9316/46; permitiendo que los trabajadores desplazados geográficamente por razones de trabajo, dentro del territorio de la Nación Argentina, pudieran acceder a un beneficio jubilatorio haciendo valer los servicios prestados en todas las jurisdicciones provinciales y nacionales, públicas o privadas.
Asimismo, se establecieron importantes beneficios sociales para los trabajadores en actividad. Por primera vez, la autoridad laboral provincial actuó fijando multas y penalidades a aquellos empresarios —propietarios de fábricas, talleres, construcciones y casas de comercio— que no cumplieran con la legislación que establecía el cese de las actividades el sábado al mediodía (sábado inglés) y la prohibición del trabajo en domingo (descanso dominical).

### Reforma constitucional de 1949
San Martín fue el gobernador que sancionó la Constitución peronista de 1949. El texto de la constitución nacional de 1949 habilitaba, en su Quinta Disposición Transitoria, a que las Provincias argentinas modificaran sus cartas magnas en un plazo de tres meses. La convención constituyente en aquella ocasión fue la mismísima Asamblea Legislativa de Córdoba, la cual en 11 sesiones llevó a cabo las reformas, promulgadas por el gobernador el 9 de junio de 1949.
Se incorporaron los derechos del trabajador y de la familia, se extendió el mandato del gobernador a seis años y se modificó el régimen municipal. En las localidades del interior, se estableció un mandato de tres años para los intendentes municipales, y en la ciudad de Córdoba, se estableció que el mandatario debía ser designado por el gobernador -con la aprobación del Cámara de Senadores de la Provincia de Córdoba-, también durante tres años, y que la Cámara de Diputados de la Provincia de Córdoba conformaría el Concejo Deliberante de la misma.

### Promoción industrial y reforma de los servicios públicos
En 1951 promulgó la Ley de Promoción Industrial', que beneficiaba con exenciones impositivas a las firmas industriales que se establecieran en Córdoba, con la cual la industria provincial aumentó geométricamente durante la década de 1950.
Durante su gestión debió inicialmente resolver el problema del desabastecimiento de energía eléctrica que sufría la provincia, la cual se encontraba en manos privadas y al límite máximo de sus posibilidades y con onerosos costes tarifarios. Pudo resolver los mismos mediante la expropiación del servicio eléctrico privado y la creación de una Comisión Administradora del Servicio Público de Electricidad. Asimismo programó y administró la expansión eléctrica, creando nuevas fuentes de generación en el marco del Plan Quinquenal (Usinas La Calera y Mendoza, así como ampliación y construcción de diques y represas). Con estas medidas duplicó la producción de energía, llegando a unos 50 000 kWh.

## Ministro de Aeronáutica
En octubre de 1951, fue designado por Juan Domingo Perón como Ministro de Aeronáutica. Al asumir solicitó al Poder Ejecutivo la transferencia a la Aeronáutica la responsabilidad del desarrollo del Segundo Plan Quinquenal en lo concerniente a la producción automotriz, lo que fue autorizado. San Martín creó entonces Industrias Aeronáuticas y Mecánicas del Estado (IAME), con la misión de promocionar la investigación, proyectos, construcción y reparación de aviones, de material aeronáutico, y de la industria automotriz. La etapa del IAME tuvo un gran éxito, que se vio interrumpido con el derrocamiento en 1955 del gobierno constitucional del General Perón a manos de la llamada Revolución Libertadora.
IAME fabricaba también el tractor «Pampa», la difundida motocicleta «Puma», el sedán «Justicialista» —rebautizado «Graciela» después de 1955—, el camioncito «Rastrojero» —la popular «Rastrojera»— y varios automóviles y lanchas deportivas, además de avionetas como el «Boyero», y los aviones de reacción Pulqui I y II. IAME fue rebautizado DINFIA y posteriormente liquidada.
Se mantuvo en esos cargos hasta el golpe de Estado de septiembre de 1955. Durante la Revolución Libertadora, entre 1955 y 1958 estuvo preso en los buques Washington y París, en el penal de Magdalena y en la cárcel de Ushuaia, para volver a Magdalena, hasta que fue liberado por el gobierno Arturo Frondizi. En 1960, la justicia federal lo absolvió de todos los cargos por los que fuera acusado, dejando constancia de que nunca había sido procesado.
Juan Ignacio San Martín fue desplazado de su cargo por el nuevo gobierno y se dedicó a la actividad privada en la ciudad de Córdoba. Finalizando el año 1966 viajó a EE. UU. a realizarse una operación. Falleció el 16 de diciembre de 1966 a causa de un ACV en el Methodist Hospital de Houston.

## Homenajes
En la actualidad, en su honor el Instituto Universitario Aeronáutico entrega los premios Brigadier Juan Ignacio San Martín. También el Museo de la Industria de Córdoba lleva su nombre.